# وارث شاه: عشق وارث
 وارث شاه: عشق وارث (به پنجابی: Waris Shah: Ishq Daa Waaris) فیلمی محصول سال ۲۰۰۶ و به کارگردانی مانوج پونج است. در این فیلم بازیگرانی همچون گورداس مان، جوهی چاولا، دیویا دوتا، سوشانت سینگ، گورکیرتان چوهان و موکش ریشی ایفای نقش کرده‌اند.